# Marijina bazilika, Krakov
Bazilika svete Marije (polj. Kościół Mariacki), tudi Cerkev Naše Gospe v nebesih je v opečni gotiki zgrajena  cerkev v bližini Glavnega trga v Krakovu na Poljskem. Zgrajena je bila v 14. stoletju, njeni temelji segajo v začetek 13. stoletja in je eden najboljših primerov poljske gotske arhitekture. S stolpom visokim 80 m je še posebej znana po leseni oltarni sliki, ki jo je izklesal Veit Stoss. Leta 1978 je bila skupaj z zgodovinskim središčem Krakova uvrščena na Unescov seznam svetovne dediščine.
Cerkev je impozantna stavba, dolga skoraj 100 metrov in široka 40 metrov, ima tri različne vhode: glavni (danes za vernike) in dva stranska (za turiste). Najbolj očitna značilnost njene visoke fasade sta dva visoka stolpa, ki sta ob boku, asimetrična in različno visoka.
Vsako uro, 24 ur na dan, 365 dni v letu, se z vrha višjega stolpa svete Marije zasliši trobenta - imenovana Hejnał mariacki. Žalostna melodija se prekine sredi toka, v spomin na slavnega trobentača iz 13. stoletja, ki je bil ustreljen v grlo, medtem ko je sprožil alarm pred mongolskim napadom na mesto. Opoldanski hejnał se sliši po Poljski in v tujini in ga neposredno prenaša poljska nacionalna postaja Radio 1.

Bazilika svete Marije je služila tudi kot arhitekturni model številnim cerkvam, ki jih je zgradila poljska diaspora v tujini, zlasti tistim, kot sta cerkev sv. Mihaela in cerkev sv. Janez Cantiusa v Čikagu, oblikovani v slogu poljske stolnice.
Cerkev je mnogim angleško govorečim bralcem znana iz knjige The Trumpeter of Krakow iz leta 1929 Erica P. Kellyja.

## Zgodovina
Po besedah kronista Jana Długosza je baziliko svete Marije na Glavnem trgu v Krakovu v letih 1221–22 ustanovil krakovski škof Iwo Odrowąż. Stavba je bila uničena med invazijo Mongolov na Poljsko. Med 1290–1300 je bila na preostalih temeljih zgrajena nova zgodnjegotska cerkev. Posvečena je bila dvajset let kasneje, leta 1320.
Cerkev je bila v celoti obnovljena v času vladavine Kazimirja III. Velikega med letoma 1355 in 1365 z znatnimi prispevki bogatega restavratorja Mikolaja Wierzyneka. Prezbiterij je bil podaljšan, dodana so bila visoka okna. Glavni del cerkve je bil dograjen v letih 1395–97 z novim obokom, ki ga je zgradil mojster Nicholas Wernher iz Prage. Vendar se je obok nad prezbiterijem leta 1442 podrl morda zaradi potresa, ki se še nikoli prej niti od takrat v Krakovu ni zgodil.
V prvi polovici 15. stoletja so bile dozidane stranske kapele. Večina jih je bilo delo mojstra Franciszeka Wiechona. Hkrati je bil dvignjen severni stolp in zasnovan tako, da je služil kot stražni stolp za celo mesto. Leta 1478 je tesar Maciej Heringh (ali Heringk)  financiral čelado za stolp. Na njem so leta 1666 postavili pozlačeno krono, ki je prisotna še danes. Konec 15. stoletja je bila cerkev sv. Marije obogatena s kiparsko mojstrovino, oltarjem Veita Stossa (Ołtarz Mariacki Wita Stwosza) poznogotske zasnove.
Leta 1536/37 je kralj Sigismund I. izjavil, da je treba pridige v cerkvi spremeniti iz nemških v poljske. Velika nemška skupnost v Krakovu je zato svoj bogoslužni prostor preselila v manjšo cerkev sv. Barbare.
V 18. stoletju je bila z odločitvijo vikarja Jaceka Augustyna Łopackega notranjost obnovljena v poznobaročnem slogu. Avtor tega dela je bil Francesco Placidi. Zamenjanih je bilo vseh 26 oltarjev, oprema, pohištvo, klopi in slike, stene pa okrašene z barvnim delom Andrzeja Radwańskega.
V začetku 19. stoletja je mesto odločilo, da se pokopališče v bližini bazilike zapre in nadomesti z javnim trgom. Danes je znan kot Plac Mariacki (Marijin trg). V letih 1887–1891 je bil pod vodstvom Tadeusza Stryjeńskega v baziliko uveden novogotski dizajn. Tempelj je dobil novo zasnovo in freske, ki jih je poslikal in financiral Jan Matejko, ki je sodeloval s Stanislawom Wyspianskim in Józefom Mehofferjem - avtorjema vitrajev v prezbiteriju.
Od začetka 1990-ih je bila bazilika temeljito prenovljena. Leta 2003 je bila v zaključni fazi del zamenjana streha cerkve.
18. aprila 2010 je bila v baziliki svete Marije pogrebna slovesnost poljskega predsednika Lecha Kaczyńskega in njegove žene Marije. Krste so kasneje prepeljali in pokopali v eni izmed kript Vavelske stolnice.

## Stolpa
Marijina bazilika ima dva stolpa. Bolj severno in višji (81 m) s koničasto streho (z urnim zvonom) in nekoliko nižji (69 m) proti jugu. Poleg še enega urnega zvona skriva štiridelni srednjeveški zvon. Po legendi naj bi stolpa v konkurenci gradila dva brata. Medtem ko je starejši brat že dokončal svoj stolp, ga je mlajši brat še vedno gradil. V strahu, da bi njegov brat lahko zgradil višji stolp, ga je zabodel do smrti. Orožje (nož) je še danes mogoče videti v  Sukiennicah. V severnem stolpu se na približno 54 m višine nahaja zvonarjeva soba. Od 14. stoletja je oskrbnik stolpa vsako uro ročno zvonil na uro in v vse štiri smeri igral krakovsko trobento "Hejnał".

## Umetniški zakladi
Najpomembnejše umetniško delo je Krakovski veliki oltar Veita Stossa. Je največji tovrstni oltar v Evropi, nastal pa je med letoma 1477 in 1489, ki so ga podarili krajani Krakova. Marijin oltar ima dimenzije 11 m × 13 m, višina realistično reproduciranih figur je približno 2,7 m. Izrezljan je bil iz hrasta (gradbeni) in lipovega lesa (figure) in pri odprtih vratih pripoveduje o skrivnostih Marijinega veselja, Oznanjenje do Vnebohoda. Ko pa so vrata zaprta, je mogoče videti dvanajst prizorov Marijinega trpljenja.

## Galerija
- Pogled na baziliko z zahoda
- Glavna ladja
- Gotska oltarna slika Veita Stossa
- Bazilika sv. Marije leta 1938
- Hejnalist v baziliki sv. Marije
- Notranjost orgle
- Ciborij znotraj bazilike
- Pogled na vhod
- Pogled od spredaj na baziliko sv. Marije
- Pogled z Mikołajske ulice
- Notranjost bazilike
- Križ v cerkvi Blažene Device Marije
- Razpelo v cerkvi sv. Marije
- Cerkev sv. Marije ponoči
- Spomenik Adamu Mickiewiczu pred baziliko
- Cerkev sv. Marije, gledano z ulice Floriańska
- Pogled na baziliko svete Marije ob sončnem zahodu
- Bronasta maketa bazilike svete Marije v Krakovu